# USA's fodboldlandshold
USA's fodboldlandshold er det nationale fodboldhold i USA. Det administreres af United States Soccer Federation (USSF).
Holdet deltog ved det første verdensmesterskab i 1930. 13 hold deltog i turneringen, og USA endte på en delt tredjeplads. Ved VM 1950 leverede det amerikanske landshold en stor sensation, da det i Belo Horizonte besejrede England med 1-0. Resultatet gik over i historien som et af de mere bemærkelsesværdige.
Landsholdet har gennem tiden haft det svært og oplevede bl.a. i 1980'erne store skuffelser. Da USA i 1994 var værtsnation for VM lykkedes det dog for første gang i nyere tid for holdet at gå videre fra det indledende gruppespil. I ottendedelsfinalen blev det besejret af de senere verdensmestre fra Brasilien. USA skuffede ved VM 1998, men havde til gengæld langt større succes fire år senere i Sydkorea og Japan. Holdet, som et år forinden havde vundet CONCACAF Gold Cup, slog Mexico i ottendedelsfinalen og endte derved i turneringens top otte.
I lodtrækningen til VM 2006 havnede holdet i den svære gruppe E, som talte Ghana, Tjekkiet og Italien. Efter tre kampe havde USA kun et enkelt point, hvilket resulterede i gruppens samlede sidsteplads. Det betød desuden, at USA fortsat aldrig har vundet en VM-kamp på europæisk grund.

## Truppen
| Nr. | Spiller                   | Klub                     | Pos.                      |
| --- | ------------------------- | ------------------------ | ------------------------- |
| 1   | Brad Guzan                | Aston Villa F.C.         | Målmand                   |
| 2   | DeAndre Yedlin            | Tottenham Hotspur F.C.   | Forsvarsspiller (fodbold) |
| 3   | Omar Gonzalez             | Los Angeles Galaxy       | Forsvarsspiller (fodbold) |
| 4   | Michael Bradley (Anfører) | Toronto FC               | Midtbanespiller (fodbold) |
| 5   | Kyle Beckerman            | Real Salt Lake           | Midtbanespiller (fodbold) |
| 6   | John Anthony Brooks       | Hertha BSC               | Forsvarsspiller (fodbold) |
| 8   | Clint Dempsey             | Seattle Sounders FC      | Angriber (fodbold)        |
| 9   | Aron Jóhannsson           | Werder Bremen            | Angriber (fodbold)        |
| 10  | Mikkel Diskerud           | New York City FC         | Midtbanespiller (fodbold) |
| 11  | Alejandro Bedoya          | FC Nantes                | Midtbanespiller (fodbold) |
| 12  | Nick Rimando              | Real Salt Lake           | Målmand                   |
| 13  | Ventura Alvarado          | America                  | Forsvarsspiller (fodbold) |
| 15  | Tim Ream                  | Fulham F.C.              | Forsvarsspiller (fodbold) |
| 16  | Brad Evans                | Seattle Sounders FC      | Forsvarsspiller (fodbold) |
| 18  | Chris Wondolowski         | San Jose Earthquakes     | Angriber (fodbold)        |
| 19  | Graham Zusi               | Sporting Kansas City     | Midtbanespiller (fodbold) |
| 20  | Gyasi Zardes              | Los Angeles Galaxy       | Angriber (fodbold)        |
| 21  | Timothy Chandler          | Eintracht Frankfurt      | Forsvarsspiller (fodbold) |
| 22  | William Yarbrogh          | Leon                     | Målmand                   |
| 23  | Fabian Johnson            | Borussia Mönchengladbach | Forsvarsspiller (fodbold) |
| 24  | Joe Corona                | Veracruz                 | Midtbanespiller (fodbold) |
| 25  | DaMarcus Beasley          | Houston Dynamo           | Forsvarsspiller (fodbold) |
| 26  | Alan Gordon               | Los Angeles Galaxy       | Angriber (fodbold)        |
| 27  | Christian Pulisic         | Chelsea                  | Midtbanespiller (fodbold) |

## VM-resultater
| VM   | Resultat                      |
| ---- | ----------------------------- |
| 1930 | Delt tredjeplads              |
| 1934 | Slået ud i første runde       |
| 1938 | Trak sig                      |
| 1950 | Slået ud i gruppespillet      |
| 1954 | Ikke kvalificeret             |
| 1958 | Ikke kvalificeret             |
| 1962 | Ikke kvalificeret             |
| 1966 | Ikke kvalificeret             |
| 1970 | Ikke kvalificeret             |
| 1974 | Ikke kvalificeret             |
| 1978 | Ikke kvalificeret             |
| 1982 | Ikke kvalificeret             |
| 1986 | Ikke kvalificeret             |
| 1990 | Slået ud i gruppespillet      |
| 1994 | Slået ud i ottendelsfinalerne |
| 1998 | Slået ud i gruppespillet      |
| 2002 | Slået ud i kvartfinalerne     |
| 2006 | Slået ud i gruppespillet      |
| 2010 | Slået ud i ottendelsfinalerne |
| 2014 | Slået ud i ottendelsfinalerne |
| 2018 | Ikke kvalificeret             |
| 2022 | Slået ud i ottendelsfinalerne |

## Ekstern henvisning
- Officiel hjemmeside

| Fodbold | Spire Denne artikel om et fodboldlandshold er en spire som bør udbygges. Du er velkommen til at hjælpe Wikipedia ved at udvide den. |